# Bruggerboden
Bruggerboden ist ein Einzelsiedlung der Fraktion Bruggen in der Gemeinde St. Veit in Defereggen im Defereggental (Osttirol).

## Geographie
Bruggerboden liegt am sonnenseitigen Talboden des Defereggentals nördlich der Schwarzach. Die Ortschaft besteht nur aus einem Gebäude, dass im äußersten Westen der Fraktion Bruggen und der Gemeinde St. Veit liegt. Rund 20 Meter südlich von Bruggerboden verläuft die Defereggentalstraße, die Schwarzach ist etwa 60 Meter entfernt. Nördlich befindet sich der Südabhang des Hörndle, westlich die Gemeindegrenze zu St. Jakob in Defereggen. Benachbarte Ortschaften sind Feistritz im Südwesten und Raut im Süden sowie die Hofstelle Taller und die Rotte Bruggen im Osten. Vom Hof Taller wird Bruggerboden durch den Neuen Graben getrennt.

## Geschichte
Bruggerboden war wohl lange Zeit unbesiedelt und ist in Karten des 19. Jahrhunderts nicht verzeichnet. Erstmals wird Bruggerboden in den Ortsverzeichnissen der Statistik Austria im Jahr 1961 genannt. Damals lebten am Einzelhof drei Bewohner. 1971 wurden für Bruggerboden zwei Bewohner, 1981 nur mehr ein Bewohner ausgewiesen. Seit 1991 existieren für Bruggerboden keine Einwohnerzahlen mehr.
Bruggerboden umfasst nur das Haus Bruggen 41, ein landwirtschaftlicher Betrieb existiert nicht mehr.